# Крістофер Вокен
Ро́нальд Крі́стофер Во́кен (англ. Christopher Walken; нар. 31 березня 1943, Нью-Йорк) — американський актор, телевізійний та театральний режисер. Лауреат премії «Оскар» в номінації «Найкращий актор другого плану» 1978 року, за роль у «Мисливці на оленів».

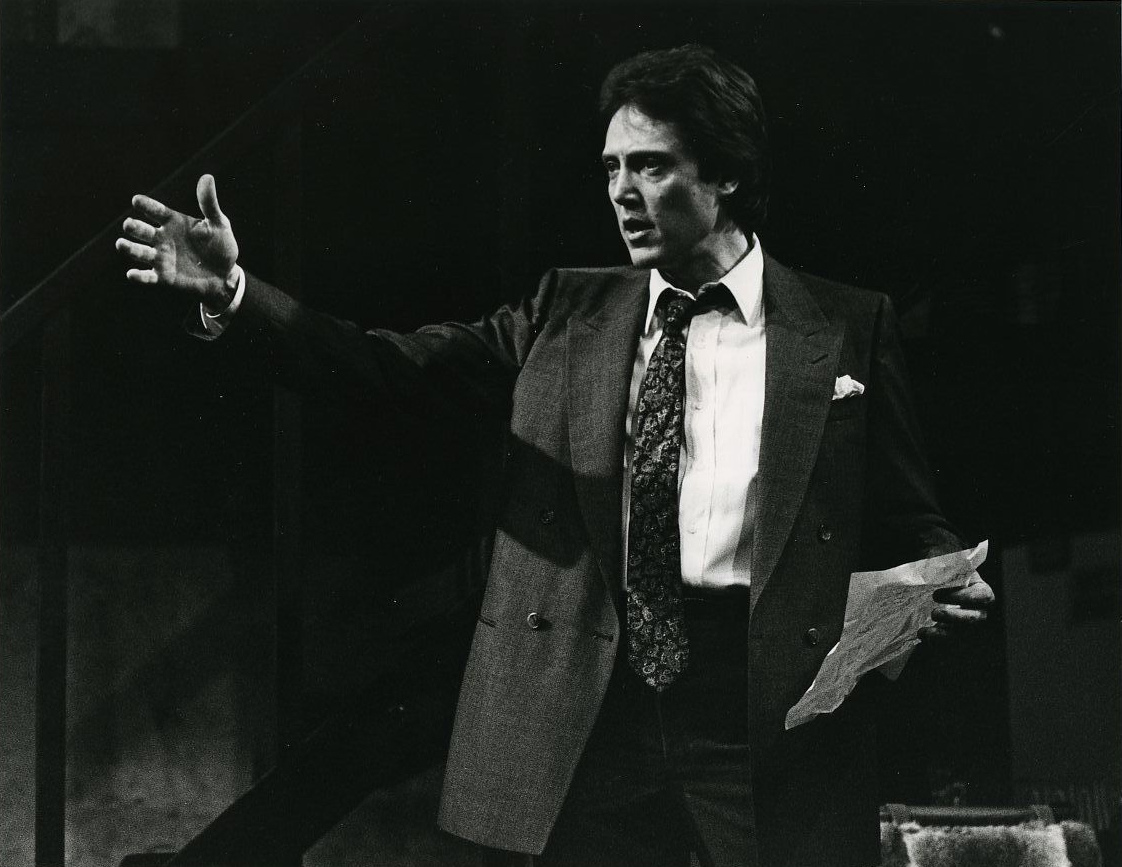

Походить із родини методистів; його батько Пауль Валькен був емігрантом з Німеччини, а мати Розалія Рассел — емігранткою з Шотландії.
Через своєрідну зовнішність Вокен здебільшого грає ролі психопатів, божевільних та людей на марґінесі життя. Також нерідко з'являється на екрані як темний персонаж, наприклад, місцевий гангстер.

## Фільмографія
- 1976 — Наступна зупинка, Грінвіч-Віллідж / Next Stop, Greenwich Village
- 1977 — Енні Голл / Annie Hall
- 1978 — Мисливець на оленів / The Deer Hunter
- 1980 — Брама раю / Heaven's Gate
- 1983 — Мертва зона / The Dead Zone
- 1983 — Мозковий штурм / Brainstorm
- 1985 — Вид на вбивство / A View To A Kill
- 1990 — Король Нью-Йорка / King of New York
- 1991 — МакБейн / McBain
- 1992 — Бетмен повертається / Batman Returns
- 1993 — Справжнє кохання / True Romance
- 1994 — Кримінальне чтиво / Pulp Fiction
- 1995 — Залежність / The Addiction
- 1995 — Чим зайнятися мерцю в Денвері / Things to Do in Denver When You're Dead
- 1995 — В останній момент / Nick of Time
- 1995 — Пророцтво / The Prophecy
- 1996 — Герой-одинак / Last Man Standing
- 1996 — Похорон / The Funeral
- 1996 — Баскія / Basquiat
- 1997 — Зайвий багаж / Excess Baggage
- 1997 — Пророцтво 2 / The Prophecy II
- 1998 — Готель «Нова троянда» / New Rose Hotel
- 1998 — Вічна / Trance
- 1998 — Мураха Антц / Antz
- 1999 — Вибух з минулого / Blast from the Past
- 1999 — Сонна лощина / Sleepy Hollow
- 2000 — Пророцтво 3 / The Prophecy 3: The Ascent
- 2001 — Улюбленці Америки / America's Sweethearts
- 2001 — Історія з намистом / The Affair of the Necklace
- 2002 — Спіймай мене, якщо зможеш / Catch Me if You Can
- 2002 — Четверо похоронів і одне весілля / Plots with a View
- 2003 — Джилі / Gigli
- 2003 — Скарб Амазонки / The Rundown
- 2003 — Кенгуру Джекпот / Kangaroo Jack
- 2004 — Заздрість / Envy
- 2004 — Лють / Man on Fire
- 2005 — Доміно / Domino
- 2005 — Непрохані гості / Wedding Crashers
- 2006 — Клік: З пультом по життю / Click
- 2006 — Затемнення / Fade to Black
- 2007 — Кулі гніву / Balls of Fury
- 2007 — Лак для волосся / Hairspray
- 2011 — Ірландець / Kill the Irishman
- 2011 — Темна конячка / Dark Horse
- 2012 — Сім психопатів / Seven Psychopaths
- 2012 — Надійні хлопці / Stand Up Guys
- 2012 — Прощальний квартет / A Late Quartet
- 2013 — Влада переконань / The Power of Few
- 2014 — Хлопці з Джерсі / Jersey Boys
- 2015 — Пригоди Джо Замазури 2 / Joe Dirt 2: Beautiful Loser
- 2015 — Едді «Орел» / Eddie the Eagle
- 2016 — Книга джунглів / The Jungle Book
- 2017 — Байстрюки / Father Figures
- 2019 — Кидки Ісуса / The Jesus Rolls
- 2020 — Війна з дідусем / The War with Grandpa
- 2024 — Дюна: Частина друга / Dune: Part Two